# Lippische Punktationen
Die Lippischen Punktationen vom 5. Dezember 1946 sind eine Vereinbarung der Landesregierungen von Nordrhein-Westfalen und des Landes Lippe, welche „Richtlinien“ für die Behandlung des lippischen Landesteils nach der Eingliederung des Landes Lippe in Nordrhein-Westfalen festlegte. Die Eingliederung selbst vollzog sich mit der Bekanntmachung der britischen Militärverordnung Nr. 77 vom 21. Januar 1947.

## Geschichte
Nach dem Zweiten Weltkrieg führten die britischen Besatzungsbehörden eine territoriale Neugliederung ihrer Zone durch. Im Norden entstand aus den Ländern Braunschweig, Hannover (kurz zuvor erst aus der preußischen Provinz Hannover entstanden), Oldenburg und Schaumburg-Lippe das neue Land Niedersachsen. Im Westen wurden der Nordteil der preußischen Rheinprovinz mit der preußischen Provinz Westfalen zum Land Nordrhein-Westfalen zusammengeschlossen. Übrig blieb das Land Lippe, das von der britischen Besatzungsmacht vor die Wahl gestellt wurde, sich für die Eingliederung in eines der beiden Länder zu entscheiden. 
Der sozialdemokratische Ministerpräsident des Landes Lippe, Heinrich Drake, verhandelte mit beiden Landesregierungen, um möglichst viel Eigenständigkeit für Lippe zu bewahren. Die Bereitschaft von Niedersachsen, den Wünschen Lippes entgegenzukommen, war begrenzt, da auch die anderen ehemals selbstständigen Gebiete möglicherweise Ansprüche hätten ableiten können. 
Deutlich weiter gingen die Zugeständnisse von Nordrhein-Westfalen. Daher entschied sich Lippe für dieses Land. Die Bedingungen der Eingliederung und die Sonderrechte von Lippe wurden in den Lippischen Punktationen festgelegt. Diese bestimmten, dass das ehemalige Landesvermögen nicht an das Land Nordrhein-Westfalen fiel, sondern von einer eigenen Institution, dem 1949 gegründeten Landesverband Lippe, verwaltet werden sollte. Dazu gehörten neben den ehemaligen Besitzungen der lippischen Fürstenfamilie weitere Einrichtungen des Landes Lippe, wie das Landestheater Detmold, die Lippische Landesbibliothek Detmold und die Staatsbäder in Bad Salzuflen und Bad Meinberg. Außerdem wurde festgelegt, dass die ehemalige Landeshauptstadt Detmold Sitz eines Regierungspräsidenten werden sollte. In diesem Zusammenhang wurde der Regierungsbezirk Minden aufgelöst und ein neuer Regierungsbezirk Detmold (zunächst unter dem Namen Minden-Lippe) gegründet. In der Schulfrage wurde festgelegt, dass Lippe statt der Bekenntnisschule die Gemeinschaftsschule behalten sollte. 
Diese Vereinbarungen zwischen Drake und dem nordrhein-westfälischen Ministerpräsidenten Rudolf Amelunxen wurden vom lippischen Landtag und dem Kabinett in Düsseldorf als Lippische Punktationen Anfang Dezember 1946 bestätigt. In der Präambel des Gesetzes über die Vereinigung des Landes Lippe mit dem Land Nordrhein-Westfalen wurde auf die Punktationen Bezug genommen.
Im Dezember 2009 bekräftigte Ministerpräsident Jürgen Rüttgers die Gültigkeit der Lippischen Punktationen.